# Мерсер (округ, Западная Виргиния)
Округ Мерсер (англ. Mercer County) располагается в США, штате Западная Виргиния. Официально образован 17 марта 1837 года. По данным 2010 года численность населения составляла 62 523 человека.

## География
По данным Бюро переписи США, общая площадь округа равняется 1090 км², из которых 1085 км² суша и 4,4 км² или 0,4 % это водоёмы.

### Соседние округа
- Роли (Западная Виргиния) — север
- Саммерс (Западная Виргиния) — северо-восток
- Джайлс (Виргиния) — восток
- Бланд (Виргиния) — юг
- Тазуэлл (Виргиния) — юго-запад
- Мак-Дауэлл (Западная Виргиния) — запад
- Вайоминг (Западная Виргиния) — северо-запад

## Демография
По данным переписи населения 2000 года в округе проживает 62 980 жителей в составе 26 509 домашних хозяйств и 17 946 семей. Плотность населения составляет 58 человек на км². На территории округа насчитывается 30 143 жилых строений, при плотности застройки 28 строений на км². Расовый состав населения: белые — 92,56 %, афроамериканцы — 5,82 %, коренные американцы (индейцы) — 0,19 %, азиаты — 0,46 %, гавайцы — 0,01 %, представители других рас — 0,10 %, представители двух или более рас — 0,85 %. Испаноязычные составляли 0,45 % населения независимо от расы.
В составе 26,70 % из общего числа домашних хозяйств проживают дети в возрасте до 18 лет, 53,00 % домашних хозяйств представляют собой супружеские пары проживающие вместе, 11,20 % домашних хозяйств представляют собой одиноких женщин без супруга, 32,30 % домашних хозяйств не имеют отношения к семьям, 28,70 % домашних хозяйств состоят из одного человека, 13,60 % домашних хозяйств состоят из престарелых (65 лет и старше), проживающих в одиночестве. Средний размер домашнего хозяйства составляет 2,33 человека, и средний размер семьи 2,85 человека.
Возрастной состав округа: 21,10 % моложе 18 лет, 9,80 % от 18 до 24, 26,20 % от 25 до 44, 25,50 % от 45 до 64 и 17,40 % от 65 и старше. Средний возраст жителя округа 40 лет. На каждые 100 женщин приходится 91,10 мужчин. На каждые 100 женщин старше 18 лет приходится 87,70 мужчин.
Средний доход на домохозяйство в округе составлял 26 628 USD, на семью — 33 524 USD. Среднестатистический заработок мужчины был 29 243 USD против 19 013 USD для женщины. Доход на душу населения составлял 15 563 USD. Около 14,70 % семей и 19,70 % общего населения находились ниже черты бедности, в том числе — 28,90 % молодежи (тех кому ещё не исполнилось 18 лет) и 12,70 % тех кому было уже больше 65 лет.

## Известные уроженцы
- Майк Ходж (англ. Mike Hodge) — американский актёр и профсоюзный лидер из американской Гильдии киноактёров .